# في يوم وليلة (مسلسل)
في يوم وليلة هو مسلسل دراما مصري من إخراج شيرين عادل وبطولة أحمد رزق، داليا مصطفى، أيتن عامر، نضال الشافعي وصلاح عبد الله. صدر المسلسل في 21 فبراير 2021.

## نبذة
تتدهور حياة خالد الاقتصادية وتزداد صعوبة بعد تعثرات في عمله ومرض والده وإجرائه جراحة بالقلب وذلك بالتزامن مع رؤيته لكابوس يراوده بأنه سيتورط في حادث سيقلب حياته رأسًا على عقب.

## طاقم العمل
- أحمد رزق بدور خالد محجوب
- أيتن عامر بدور سارة
- داليا مصطفى بدور لبنى يوسف
- نضال الشافعي بدور يحيى
- ولاء الشريف بدور تيسير
- صلاح عبد الله بدور محجوب والد خالد
- محمد مهران بدور محمود
- محمد جمعة بدور آسر
- حسني شتا بدور عماد فيتو
- عابد عناني بدور كمال
- ميرنا نور الدين بدور داليا
- محمد عز